# 北磻磨聖也
北磻磨 聖也（きたはりま せいや、1986年7月28日 - ）は、兵庫県龍野市（現：たつの市）出身で山響部屋（入門時は北の湖部屋）所属の現役大相撲力士。本名は嶋田 聖也（しまだ せいや）。身長181.0cm、体重131.0kg、血液型O型、得意手は突き、押し。最高位は東前頭15枚目（2016年7月場所）。いわゆる「花のロクイチ組」の1人。

## 来歴
皮革業を営む家庭の次男として生まれ、保育園児の時から龍野市立揖保小学校4年次まで柔道を経験。小学校4年の春にわんぱく相撲の西播磨大会に出場して優勝し、兵庫県大会、全国大会まで進んだのを機に相撲へ転向することを決め、新日本製鐵広畑相撲教室に通い始める。チームメイトには高砂市出身で大学卒業後に境川部屋へ入門した同級生の妙義龍がいた。小学校6年次まで毎年わんぱく相撲の全国大会に出場し、龍野市立龍野西中学校進学後は2・3年次に全国都道府県中学生相撲選手権大会への出場を果たしている。
当初高校進学志望だった嶋田少年であったが、3年時の都道府県大会出場時に北の湖部屋に泊まり、稽古を見たことで「この世界でやってみたい」と気持ちが変わり、北の湖が「プロを目指すには早い方がいい」と説得したことで入門を決意。中学校を卒業後、広畑相撲教室の先輩である小野川親方の勧誘を受け、小野川親方が所属する北の湖部屋に入門し、2002年3月場所で初土俵を踏んだ。同期には、同部屋の鳰の湖の他、稀勢の里、片山らがいる。相撲教習所時代の北磻磨について同期の稀勢の里は「教習所時代、とても強かった。見た目は若いけど、同い年だから」と、北磻磨が新入幕した頃に話していた。初土俵後、約3年かかって幕下に昇進した。しかし、100kg余りの軽量のためなかなか幕下に定着できず、低迷した。
2008年3月場所に本名の嶋田から北磻磨に四股名を変更した。この四股名は、「北」は師匠の北の湖の文字をとり、「磻磨」は出身地であるたつの市が入っていた播磨国からきたもの。2023年11月場所中の、その8年前の2015年に北の湖が死去した命日には「出身は西はり磨なんですが、先代師匠のしこ名から『北』の1字をいただいた時は、本当にうれしかった」とコメントしている。これ以降、幕下に定着するようになり、着実に番付を上げていった。
30代後半になって幕下に落ちても稽古場で泥だらけになる部屋の兄弟子の北桜には刺激を受けたといい、当時の北桜の姿は後にベテランになっても簡単に相撲を辞められないという気持ちの源となった。
2011年7月場所から幕下上位で3場所連続で勝ち越しを決め十両昇進を決めた。十両昇進に際しては「やっと上がれた。（初土俵から10年は）長かった。上がれるチャンスがあったけど大事な一番で勝てなかった」とコメントしている。同郷（たつの市出身）、同じ出羽海一門、師匠の兄弟弟子にあたる待乳山（元小結・播竜山）とは十両昇進以前に特に面識を持っておらず、声を掛けてもらったのも自分の相撲を見てもらうようになったのも十両昇進後からであるという｡
2012年は6場所すべてを十両で過ごしたが、うち2場所で勝ち越しを果たすことがやっとであり、2013年1月場所に幕下陥落を喫する。2014年1月場所は西幕下4枚目の地位で5勝2敗の成績を挙げ、これで4度目の十両昇進を果たしたが、翌3月場所は西十両14枚目で千秋楽に負け越しが決定し、再び幕下へと陥落した。同年9月場所で5度目の十両昇進をすると2場所連続の勝ち越しで2015年1月場所は15場所ぶりに自己最高位を更新。この場所は負け越したが9月場所でももう一度自己最高位を更新し、この年は1年間十両を保った。本場所中の同年11月20日に師匠の北の湖を亡くした11月場所では千秋楽に勝ち越した。
2016年は3月場所、5月場所と連続で勝ち越して、7月場所で新入幕。初土俵から所要85場所での新入幕は、史上9位タイのスロー出世。新入幕会見では「15歳からこの世界に入っているのに高校、大学出身者よりも昇進が遅く、ずっと悔しかった。同じ地位になり、いい相撲が取りたい」とコメントした。この場所は6勝9敗と負け越し、1場所で十両に逆戻りとなったが「悪いとことばかり。いいところは特にないけど、1場所で戻ります」と幕内復帰に意欲を示した。
しかし、幕内復帰どころか首の痛みに悩まされて十両陥落後は大きい負け越しが2場所続き、2017年1月場所では東幕下筆頭に陥落した。しかし、この場所では首の痛みが無くなるなど体調が回復したことで本来の相撲が戻り、5勝2敗の好成績で1場所で十両に復帰した。しかし、西十両11枚目だった3月場所は4勝11敗の大敗だったため、1場所で幕下へ逆戻りとなった。5月場所・7月場所は幕下で連続で勝ち越し、9月場所では7回目の十両昇進となるが、7度の十両昇進は、同時に再十両が決まった希善龍らと並び、史上2位タイの記録である。東十両12枚目で迎えた9月場所は、初日からの4連敗を含め、中日までに1勝7敗と苦しんだ。そこからやや持ち直したが、結局5勝10敗と大敗を喫し、またも1場所で幕下に落ちることになった。11月場所は東幕下2枚目の地位で迎えたが、序盤の不調が響いて3勝4敗と負け越した。幕下の地位で負け越すのはおよそ3年ぶりになる。
2018年は年間を通して幕下での土俵だった。3場所連続の負け越しの影響もあって、11月場所は西幕下30枚目まで番付を落としたが、この場所は4勝3敗として締めくくった。2019年は幕下中位での土俵が続き、一度も十両昇進の可能性のある15枚目以内に戻ることはできなかったが、11月場所では東幕下16枚目の地位で勝ち越し、翌場所での15枚目以内復帰を確実とするなど意地も見せた。
2020年7月場所では西幕下3枚目まで番付を戻し、この場所では千秋楽の貴源治との入れ換え戦を制して5勝目をあげ、実に17場所ぶり8回目の十両昇進が決定した。17場所ぶりの関取復帰となった9月場所は初日から連勝を挙げたが、5日目から5連敗を喫し、5勝6敗と立て直しの兆しを見せてきた12日目からも千秋楽まで4連敗で5勝10敗に終わり、再び幕下に陥落した。東幕下3枚目で迎えた11月場所は、3連勝の後連敗する。4勝3敗と勝ち越したものの、番付との兼ね合いもあり1場所での関取復帰は果たせなかった。
2021年3月場所では、東幕下筆頭で迎えた前場所において3勝4敗と負け越したため、西幕下5枚目で迎えていた。しかし、新型コロナウイルス蔓延における協会が実施した場所前のPCR検査で、山響部屋の小野川親方（元幕内北太樹）が陽性と判定された。自身は陰性であったが、３月場所の休場を余儀なくされた。協会の特例措置によって番付は維持された。自身にとってこれが初めての休場であり、2002年5月場所の新序出世から続いていた連続出場記録は985で止まることとなった。
2023年9月場所では2008年1月場所以来となる三段目陥落となったが、西三段目2枚目の地位で7戦全勝で三段目優勝。37歳1カ月25日での三段目優勝は、2013年秋場所で天一俊哉が記録した35歳10カ月5日を超える戦後最年長の優勝記録となった。11月場所は東幕下11枚目まで番付を戻し、7番相撲の聖富士戦でこの場所の7戦全勝と場所後の十両復帰確定を懸けたが、敗れて場所を6勝1敗で終えることとなって十両復帰を逃した。7番相撲終了後に「現役であるうちは張り切ってやります。全然大丈夫。いけます」と意気込んだ。2024年1月場所では西幕下2枚目の地位で14日目に十両の天空海を破って4勝3敗と勝ち越しを決め、1月31日の番付編成会議にて再十両が決定した。これは39歳5カ月の大潮に次ぐ戦後2位の高齢記録となる37歳6ヶ月、 希善龍と並び史上最多タイとなる9度目の十両昇進となる。3月場所前の記事では今後の目標を「ただ幕内に上がることではなく、幕内で“大活躍”です」と語った。対戦したい相手については妙義龍の名前を出し「入門してから稽古でも本場所でも当たっていないので。そろそろ当たらないと、どっちか辞めちゃうでしょ（笑）」と笑った。東十両14枚目で迎えた3月場所では4勝11敗で終え、1場所で幕下陥落となった。
東幕下4枚目で迎えた5月場所、2連敗の後3連勝し、6番相撲の新十両栃大海戦には敗れたものの、千秋楽の7番相撲で十両で幕下陥落濃厚な千代丸を倒し4勝3敗と勝ち越す。

## 取り口
- 体重120kg台と軽量力士の部類に入るが、前傾姿勢で土俵を擦るような独特の立ち合いから低く当たり、下から突き起こしていく相撲を持ち味とする。形になれば一気に相手を持っていく威力があるが、軽量故に立ち会いで跳ね返されて守勢に入ると脆い傾向がある。また、その独特の立ち合い故に変化に弱く、前傾姿勢を保つ取り口ははたきに落ちることも多い。2023年に37歳となったが、本人は「37歳と書かれると年取ったなあと思いますけど、体は全然動くんですよ」と限界を感じておらず、逆に伸びしろすら感じている。2023年11月場所中の取材によると、ヨガをするようなポーズから周囲を動き回って汗をかいたり、「土俵をお腹でぐっと押すイメージ」とすり足をしたりと、独特そのものと言える基礎運動の仕方で体を鍛えている[21]。また、2024年3月場所前の記事によると、大相撲では一般的ではない朝食をしっかり摂ることで増量している[8]。

## 人物・エピソード
- 弟も「龍野湖」の四股名で北の湖部屋→山響部屋に所属した力士だった。2013年1月場所で初土俵を踏み、最高位は2021年9月場所の西三段目78枚目、2022年9月場所限りで兄・北磻磨より先に引退した。
- 昼夜を問わず稽古に没頭する力士として知られ、北磻磨に関して山響は何度か「先代（北の湖）から『あんまり無理させるな』と言われた」と明かしている。趣味はなし。酒は好んで飲まず、息抜きは部屋の仲間と食事に出掛けるぐらい。本人も新入幕に際して「落ち着かないんですかねえ。何かやっていないと不安になる」「ほとんど相撲のことしか考えていない」とコメントしている[11]。
- 北の湖が死去してから、弟子は「言葉に不思議な重みがあって、たまに怒られた次の日は、みんな勝つ。なんなら15日間、怒ってほしいと思っていました」と言っていたが、北磻磨も「言ってもらえると心が楽になって、迷いがなくなる。今は寂しい」と振り返った[22]。
- 2016年7月場所中は、棒にトンボが止まった様子が描かれた染め抜きで場所入りした[23]。なお、北磻磨の出身地であるたつの市は、童謡「赤とんぼ」の作詞を手がけた三木露風の出身地でもある。
- 2017年1月場所では15場所ぶりの幕下となった。通常幕下以下の力士は部屋での自室は相部屋が基本だが、親方の鼓舞を込めて個室が継続された。
- その稽古熱心さから同世代も大きな刺激を受け、同じ兵庫県出身で同じ道場で腕を磨いた妙義龍からは「素晴らしい以外のなにものでもない」とたたえられていた。30代後半になると師匠の山響親方（元前頭・巌雄）からも「稽古もトレーニングも治療も今でも生活の全てを相撲にささげている」と感心された[21]。
- 協会公式プロフィールによると、好きな歌手はウルフルズ、趣味は散歩、好物は焼き鳥、好きなテレビ番組はMLB中継(特に大谷翔平の出場する試合)、好きな漫画はキングダム[24]。

## 主な成績
2025年7月場所終了現在

### 通算成績
- 通算成績:589勝586敗7休（139場所）
  - 幕内成績:6勝9敗（1場所）

### 各段優勝
- 三段目優勝：1回（2023年9月場所）

### 記録
- 十両昇進回数：9回（希善龍と並び史上1位タイ）
- 幕下陥落回数：9回（希善龍と並び史上1位タイ）

### 場所別成績
| | 一月場所 初場所（東京） | 三月場所 春場所（大阪） | 五月場所 夏場所（東京） | 七月場所 名古屋場所（愛知） | 九月場所 秋場所（東京） | 十一月場所 九州場所（福岡） |
| --- | ----------------------- | ----------------------- | ----------------------- | --------------------------- | ----------------------- | --------------------------- |
| 2002年 （平成14年） | x                       | （前相撲）              | 東序ノ口29枚目 4–3      | 東序二段111枚目 4–3         | 東序二段86枚目 4–3      | 東序二段60枚目 4–3          |
| 2003年 （平成15年） | 西序二段37枚目 1–6      | 西序二段72枚目 5–2      | 東序二段28枚目 3–4      | 西序二段48枚目 4–3          | 東序二段28枚目 5–2      | 西三段目90枚目 2–5          |
| 2004年 （平成16年） | 西序二段14枚目 4–3      | 東三段目95枚目 4–3      | 西三段目76枚目 4–3      | 東三段目58枚目 3–4          | 西三段目77枚目 5–2      | 西三段目43枚目 4–3          |
| 2005年 （平成17年） | 西三段目26枚目 4–3      | 東三段目14枚目 4–3      | 西三段目3枚目 4–3       | 西幕下54枚目 2–5            | 西三段目15枚目 2–5      | 東三段目37枚目 5–2          |
| 2006年 （平成18年） | 東三段目10枚目 4–3      | 東幕下59枚目 4–3        | 東幕下49枚目 3–4        | 東三段目筆頭 5–2            | 西幕下43枚目 4–3        | 東幕下35枚目 5–2            |
| 2007年 （平成19年） | 西幕下21枚目 2–5        | 西幕下39枚目 3–4        | 東幕下51枚目 1–6        | 東三段目22枚目 5–2          | 東幕下58枚目 3–4        | 西三段目14枚目 3–4          |
| 2008年 （平成20年） | 東三段目24枚目 6–1      | 東幕下46枚目 4–3        | 東幕下38枚目 3–4        | 西幕下49枚目 5–2            | 西幕下34枚目 3–4        | 西幕下43枚目 5–2            |
| 2009年 （平成21年） | 東幕下28枚目 4–3        | 西幕下20枚目 1–6        | 東幕下40枚目 2–5        | 西幕下60枚目 4–3            | 東幕下49枚目 4–3        | 東幕下42枚目 6–1            |
| 2010年 （平成22年） | 東幕下18枚目 3–4        | 西幕下24枚目 4–3        | 西幕下19枚目 5–2        | 東幕下13枚目 3–4            | 西幕下16枚目 5–2        | 西幕下7枚目 5–2             |
| 2011年 （平成23年） | 東幕下2枚目 3–4         | 八百長問題 により中止   | 西幕下6枚目 2–5         | 東幕下9枚目 4–3             | 東幕下4枚目 4–3         | 東幕下2枚目 4–3             |
| 2012年 （平成24年） | 西十両13枚目 8–7        | 西十両10枚目 5–10       | 西十両14枚目 9–6        | 東十両8枚目 7–8             | 西十両8枚目 7–8         | 東十両10枚目 4–11           |
| 2013年 （平成25年） | 西幕下2枚目 4–3         | 東幕下筆頭 5–2          | 東十両12枚目 6–9        | 西幕下3枚目 4–3             | 西十両14枚目 7–8        | 東幕下筆頭 3–4              |
| 2014年 （平成26年） | 西幕下4枚目 5–2         | 西十両14枚目 7–8        | 東幕下筆頭 3–4          | 東幕下4枚目 5–2             | 西十両12枚目 8–7        | 東十両9枚目 9–6             |
| 2015年 （平成27年） | 西十両5枚目 6–9         | 西十両8枚目 7–8         | 西十両9枚目 9–6         | 東十両6枚目 9–6             | 東十両2枚目 7–8         | 東十両4枚目 8–7             |
| 2016年 （平成28年） | 西十両3枚目 5–10        | 東十両8枚目 9–6         | 東十両4枚目 9–6         | 東前頭15枚目 6–9            | 西十両2枚目 5–10        | 東十両9枚目 4–11            |
| 2017年 （平成29年） | 東幕下筆頭 5–2          | 西十両11枚目 4–11       | 東幕下3枚目 4–3         | 東幕下2枚目 6–1             | 東十両12枚目 5–10       | 東幕下2枚目 3–4             |
| 2018年 （平成30年） | 東幕下4枚目 3–4         | 西幕下7枚目 4–3         | 西幕下4枚目 3–4         | 西幕下8枚目 2–5             | 西幕下20枚目 3–4        | 西幕下30枚目 4–3            |
| 2019年 （平成31年 /令和元年） | 東幕下25枚目 3–4        | 西幕下30枚目 5–2        | 西幕下17枚目 3–4        | 西幕下23枚目 3–4            | 東幕下28枚目 5–2        | 東幕下16枚目 4–3            |
| 2020年 （令和2年） | 西幕下12枚目 3–4        | 東幕下19枚目 6–1        | 感染症拡大 により中止   | 西幕下3枚目 5–2             | 西十両14枚目 5–10       | 東幕下3枚目 4–3             |
| 2021年 （令和3年） | 東幕下筆頭 3–4          | 西幕下5枚目 休場 0–0–7  | 西幕下5枚目 3–4         | 東幕下9枚目 2–5             | 西幕下20枚目 5–2        | 東幕下9枚目 3–4             |
| 2022年 （令和4年） | 西幕下15枚目 1–6        | 東幕下48枚目 4–3        | 東幕下30枚目 6–1        | 西幕下11枚目 3–4            | 西幕下19枚目 3–4        | 東幕下25枚目 2–5            |
| 2023年 （令和5年） | 東幕下45枚目 4–3        | 東幕下34枚目 4–3        | 東幕下28枚目 2–5        | 西幕下49枚目 3–4            | 西三段目2枚目 優勝 7–0  | 東幕下11枚目 6–1            |
| 2024年 （令和6年） | 西幕下2枚目 4–3         | 東十両14枚目 4–11       | 東幕下4枚目 4–3         | 西幕下2枚目 1–6             | 西幕下20枚目 1–6        | 西幕下42枚目 5–2            |
| 2025年 （令和7年） | 西幕下24枚目 5–2        | 東幕下11枚目 3–4        | 東幕下17枚目 3–4        | 西幕下24枚目 4–3            | x                       | x                           |
| 各欄の数字は、「勝ち-負け-休場」を示す。 優勝 引退 休場 十両 幕下 三賞：敢=敢闘賞、殊=殊勲賞、技=技能賞 その他：★=金星 番付階級：幕内 - 十両 - 幕下 - 三段目 - 序二段 - 序ノ口 幕内序列：横綱 - 大関 - 関脇 - 小結 - 前頭（「#数字」は各位内の序列） |                         |                         |                         |                             |                         |                             |

### 幕内対戦成績
| 力士名 | 勝数 | 負数 | 力士名     | 勝数 | 負数 | 力士名 | 勝数 | 負数 | 力士名   | 勝数 | 負数 |
| ------ | ---- | ---- | ---------- | ---- | ---- | ------ | ---- | ---- | -------- | ---- | ---- |
| 荒鷲   | 1    | 0    | 逸ノ城     | 1    | 0    | 輝     | 1    | 0    | 佐田の海 | 0    | 1    |
| 蒼国来 | 0    | 1    | 佐田の富士 | 0    | 1    | 大栄翔 | 0    | 1    | 玉鷲     | 1    | 0    |
| 千代鳳 | 0    | 1    | 千代の国   | 0    | 1    | 德勝龍 | 0    | 1    | 豊響     | 1    | 0    |
| 錦木   | 1    | 0    |            |      |      |        |      |      |          |      |      |

## 改名歴
- 嶋田 聖也（しまだ せいや）2002年3月場所 - 2008年1月場所
- 北磻磨 聖也（きたはりま - ） 2008年3月場所 -